# Sihotang Hasugian Dolok II
Sihotang Hasugian Dolok II is een bestuurslaag in het regentschap Humbang Hasundutan van de provincie Noord-Sumatra, Indonesië. Sihotang Hasugian Dolok II telt 940 inwoners (volkstelling 2010).